# 日布雷
日布雷（法語：Gibret，法語發音：[ʒibʁɛ]）是法国朗德省的一个市镇，属于达克斯区。

## 地理
日布雷（43°41'14"N, 0°49'19"W）面积2.58 平方千米，位于法国新阿基坦大区朗德省，该省份为法国西南部沿海省份，是法國本土面积第二大的省，北起吉倫特省，西临大西洋，南至大西洋比利牛斯省，东临热尔省，东北与洛特-加龍省接壤。
与日布雷接壤的市镇（或旧市镇、城区）包括：巴奇、栋扎克、沙洛斯地区蒙福尔、波亚尔坦。

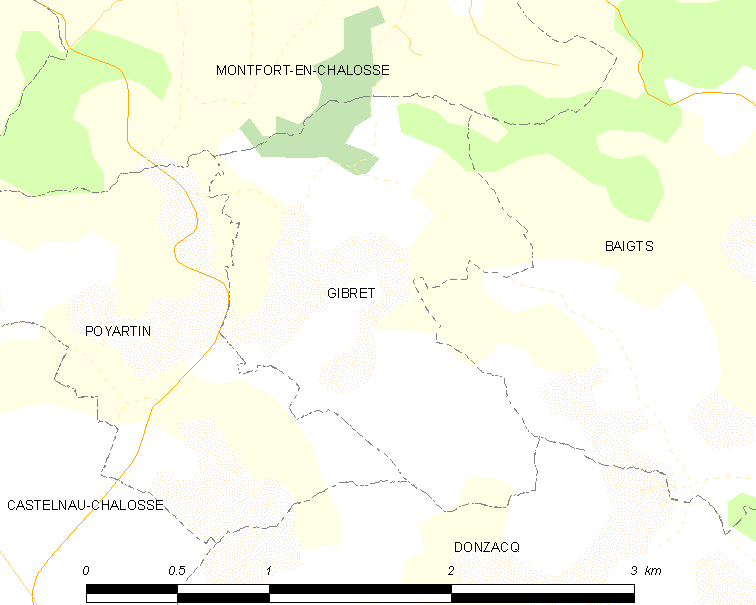
日布雷的OSM定位图

日布雷的时区为UTC+01:00、UTC+02:00（夏令时）。

## 行政
日布雷的邮政编码为40380，INSEE市镇编码为40112。

## 政治
日布雷所属的省级选区为沙洛斯山坡县。

## 人口

1962-2008年间日布雷人口变化图示

日布雷于2022年1月1日时的人口数量为98人。